# Wapen van Baarland

Wapen van Baarland per 1817

Wapen van Baarland per 1950

Het wapen van Baarland kent twee versies. De eerste werd op 31 juli 1817 bevestigd door de Hoge Raad van Adel aan de Zeeuwse gemeente Baarland. De tweede werd op 17 april 1950 verleend. Per 1970 ging Baarland op in gemeente Borsele. Het wapen van Baarland is daardoor komen te vervallen als gemeentewapen.

## Blazoenering
De blazoenering van het eerste wapen per 1817 luidde als volgt:
In goud een staande beer van sabel.
De blazoenering van het tweede wapen per 1950 luidde als volgt:
In goud een staande beer van sabel. Het schild gedekt door een gouden kroon van 3 bladeren en 2 parels
De heraldische kleuren zijn goud (goud of geel) en sabel (zwart). In het register van de Hoge Raad van Adel zelf wordt voor het eerste wapen geen beschrijving gegeven, maar een afbeelding. Het tweede wapen wordt gedekt met een gravenkroon.

## Geschiedenis
Beide wapens zijn sprekende wapens. Hoewel beide wapens dezelfde blazoenering hebben op de vermelding van de kroon na, is er toch verschil in de afbeeldingen. Het wapen per 1817 laat meer een mannetjesvarken zien, terwijl het wapen per 1950 de roofdier Beer afbeeldt. Ook in het heerlijkheidswapen van Heerlijkheid Baarland wordt een roofdier afgebeeld. Dit is te vinden in de Nieuwe Cronijk van Zeeland van Mattheus Smallegange eind 17e eeuw. Het vermoeden bestaat dat het eerste gemeentewapen een foutje is van de toenmalige tekenaar van de Hoge Raad van Adel.